# Bernhard von Puttkamer
Bernhard Albrecht von Puttkamer (* 4. August 1838 in Kabelwiese, Kreis Randow; † 24. August 1906 in Plauth, Kreis Rosenberg in Westpreußen) war Rittergutsbesitzer und Mitglied des deutschen Reichstags.

## Leben
Bernhard von Puttkamer stammte aus der pommerschen uradligen Familie Puttkamer und war ein Sohn des Juristen und Politikers Eugen von Puttkamer. Er besuchte das Gymnasium und die Kadetten-Anstalt in Berlin. Er wurde Lieutenant im Garde-Kürassier-Regiment und hat den Krieg 1870/71 mitgemacht. Danach übernahm er 1874 den väterlichen Besitz Plauth im Kreis Rosenberg in Westpreußen. Puttkamer war Vorsitzender der Westpreußischen Landwirtschaftskammer, Vorstandsmitglied des Zentralvereins Preußischer Landwirte und Teilnehmer an der preußischen Agrarkonferenz von 1894.
Zwischen 1885 und 1903 war er Mitglied des Preußischen Abgeordnetenhauses und von 1884 bis 1890 und 1893 bis 1902 des Deutschen Reichstages für die Deutschkonservative Partei und den Reichstagswahlkreis Regierungsbezirk Danzig 1.

## Familie
Er heiratete am 17. Mai 1866 Marie Agnes Emilie Wilhelmine von Zitzewitz (* 26. April 1845). Das Paar hatte mehrere Kinder:
- Eugenie Juliane Cölestine Emilie (* 20. März 1867) ⚭ 1889 Wilhelm von Bandemer (* 17. September 1861; † 29. Dezember 1914), Herr auf Weitenhagen, Mitglied des Preußischen Herrenhauses
- Adolf Paul Günther (* 7. Mai 1869; † 6. Februar 1945) ⚭ 1908 Adelheid von Zitzewitz (* 20. Oktober 1883; † 19. März 1964)
- Bernhard Cölestin Robert Jesko (* 20. Dezember 1872) ⚭ Gräfin Eva Anna Margarete Dorothea Editha von Hake (* 1883)
- Robert Julius Karl Eugen  (* 4. September 1882) ⚭ Gräfin Anna Eva von Hake (* 1887)